# Periechodesmus caudatus
Periechodesmus caudatus är en mångfotingart som beskrevs av Filippo Silvestri 1947. Periechodesmus caudatus ingår i släktet Periechodesmus och familjen fingerdubbelfotingar. Inga underarter finns listade i Catalogue of Life.